# 帕里纳科塔火山
帕里纳科塔火山（西班牙語：Volcán Parinacota）是位于智利与玻利维亚边界上的复式火山，为内瓦多斯·德·帕亚查塔火山群的一部分。海拔6348米。目前没有这座火山喷发的直接记录，推测最近一次活动发生在公元290年（±300年）。帕里纳科塔火山有发育良好的火山口。其北部坐落有一姊妹火山珀木拉普火山。